# Oscinella aharoni
Oscinella aharoni är en tvåvingeart som beskrevs av Oswald Duda 1933. Oscinella aharoni ingår i släktet Oscinella och familjen fritflugor. Inga underarter finns listade i Catalogue of Life.